# Ámiro
Ámiro (en griego, Ἄμυρος) es el nombre de una antigua ciudad griega, así como de un río y de una llanura ubicados en Tesalia, en el distrito de Magnesia. 
En un fragmento de Hesíodo se menciona «Ámiro de muchas uvas» que se ubicaba en la llanura de Dotio, que se encontraba entre los montes Dídima.
En el Periplo de Pseudo-Escílax se cita la ciudad de Miras (Μύραι), cuyo topónimo es posiblemente una corrupción de Ámiro, y se ubica en Magnesia, en la parte donde se nombran sucesivamente Melibea, Rizunte, Erimnas y Miras.
En una inscripción de un sepulcro de Castanea se rinde homenaje a habitantes de Amiro muertos en batalla.
Polibio menciona la llanura de Amírico como un lugar donde llegaban con frecuencia las incursiones de los etolios, que en la época de Filipo V de Macedonia dominaban la ciudad de Tebas de Ftiótide.
Apolonio de Rodas y Valerio Flaco, por otra parte, en sus respectivos relatos sobre el legendario viaje de los argonautas, usan el topónimo Amiro para referirse a un río de Magnesia que desembocaba en el mar cerca de la ciudad de Erimnas.
Se ha sugerido que Ámiro se localizó en la actual Castrí.